# 순간포착 세상에 이런일이
《순간포착 세상에 이런 일이》는 1998년 5월 21일부터 2024년 5월 25일까지 방송된 SBS TV의 교양 프로그램이다.

## 기획 의도
우리 주변에서 일어나는 신기하고 놀랍고 재미있고 감동적인 이야기를 6mm 디지털카메라로 밀도 있게 취재, 독특한 구성과 내레이션으로 전달하는 프로그램.

## 역사
1998년 5월 6일 수요일 저녁 7시 5분에 첫 회부터 특집으로 방송되었다. 같은해 5월 21일 매주 목요일 저녁 7시 5분에 정규 편성되었으며, 같은해 10월 22일부터 방송 시간이 변경되어 청춘 시트콤이 저녁 6시 45분에 방영된 후 이어서 매주 목요일 저녁 7시 15분에 방송되었다.
2001년 3월 29일부터 청춘 시트콤이 저녁 6시 40분에 방영된 후, 방송 시간이 다시 매주 목요일 저녁 7시 10분으로 조정되었으며, 2002년 1월 24일부터 다시 매주 목요일 저녁 7시 5분으로 환원되었다.
2004년 10월 14일부터 SBS의 가을 개편으로 인해 일일 드라마와 일일 시트콤이 폐지되면서 방송 시간이 매주 목요일 저녁 8시 55분으로 변경되었다.
2007년 4월 19일부터 SBS 봄 개편으로 인해 매주 목요일 저녁 8시 50분으로 변경되었으며, 2013년 2월 28일부터 다시 매주 목요일 저녁 8시 55분에 방송되었다. 2018년 9월 13일에는 1000회 특집 방송이 진행되었고, 2019년 5월 2일부터 매주 목요일 저녁 8시 55분에 1부와 2부로 분리 편성되어 방송되었다.
2020년 9월 1일부터 매주 화요일 밤 9시에 주 1회 1시간으로 방송되었으며, 2021년 1월 12일부터 같은 시간대에 1시간 20분으로 확대 편성되었다. 2023년 6월 3일부터 매주 토요일 저녁 6시 50분에 50분 방송으로 개편되어 방영되었다.
2024년 5월 25일 끝으로 종영되었으며, 오랜 기간 동안 많은 시청자들의 사랑을 받아왔다.

## 방송 시간
| 방송 기간                                                        | 방송 시간                       | 방송 시간                       | 비고               |
| ---------------------------------------------------------------- | ------------------------------- | ------------------------------- | ------------------ |
| 1998년 5월 6일                                                   | 수요일 저녁 7:05 ~ 8:00         | 수요일 저녁 7:05 ~ 8:00         | 특집 편성          |
| 1998년 5월 21일 ~ 1998년 10월 15일                               | 매주 목요일 저녁 7:05 ~ 8:00    | 매주 목요일 저녁 7:05 ~ 8:00    | 정규 편성          |
| 2002년 1월 24일 ~ 2004년 10월 7일                                | 매주 목요일 저녁 7:05 ~ 8:00    | 매주 목요일 저녁 7:05 ~ 8:00    | 정규 편성          |
| 1998년 10월 22일 ~ 2001년 3월 22일                               | 매주 목요일 저녁 7:15 ~ 8:00    | 매주 목요일 저녁 7:15 ~ 8:00    | 정규 편성          |
| 2001년 3월 29일 ~ 2002년 1월 17일                                | 매주 목요일 저녁 7:10 ~ 8:00    | 매주 목요일 저녁 7:10 ~ 8:00    | 정규 편성          |
| 2004년 10월 14일 ~ 2007년 4월 12일                               | 매주 목요일 저녁 8:55 ~ 밤 9:55 | 매주 목요일 저녁 8:55 ~ 밤 9:55 | 정규 편성          |
| 2007년 4월 19일 ~ 2008년 7월 24일                                | 매주 목요일 저녁 8:50 ~ 밤 9:55 | 매주 목요일 저녁 8:50 ~ 밤 9:55 | 정규 편성          |
| 2008년 8월 14일                                                  | 목요일 저녁 8:50 ~ 밤 9:55      | 목요일 저녁 8:50 ~ 밤 9:55      | 정규 편성          |
| 2008년 8월 28일 ~ 2013년 2월 21일                                | 매주 목요일 저녁 8:50 ~ 밤 9:55 | 매주 목요일 저녁 8:50 ~ 밤 9:55 | 정규 편성          |
| 2013년 2월 28일 ~ 2019년 4월 25일                                | 매주 목요일 밤 8:55 ~ 9:55      | 매주 목요일 밤 8:55 ~ 9:55      | 정규 편성          |
| 2019년 5월 2일 ~ 2020년 8월 27일                                 | 1부                             | 매주 목요일 저녁 8:55 ~ 밤 9:30 | 분리 편성 (1, 2부) |
| 2019년 5월 2일 ~ 2020년 8월 27일                                 | 2부                             | 매주 목요일 밤 9:30 ~ 9:55      | 분리 편성 (1, 2부) |
| 2020년 9월 1일 ~ 2021년 1월 5일 2021년 6월 1일 ~ 2021년 6월 29일 | 1부                             | 매주 화요일 밤 9:00 ~ 9:30      | 분리 편성 (1, 2부) |
| 2020년 9월 1일 ~ 2021년 1월 5일 2021년 6월 1일 ~ 2021년 6월 29일 | 2부                             | 매주 화요일 밤 9:30 ~ 9:55      | 분리 편성 (1, 2부) |
| 2021년 1월 12일 ~ 2021년 5월 25일                                | 1부                             | 매주 화요일 밤 9:00 ~ 9:35      | 분리 편성 (1, 2부) |
| 2021년 1월 12일 ~ 2021년 5월 25일                                | 2부                             | 매주 화요일 밤 9:35 ~ 10:20     | 분리 편성 (1, 2부) |
| 2021년 7월 6일 ~ 2021년 11월 2일                                 | 매주 화요일 밤 9:00 ~ 9:55      | 매주 화요일 밤 9:00 ~ 9:55      | 통합 편성          |
| 2021년 12월 7일 ~ 2022년 7월 5일                                 | 매주 화요일 밤 9:00 ~ 9:55      | 매주 화요일 밤 9:00 ~ 9:55      | 통합 편성          |
| 2022년 10월 4일 ~ 2023년 5월 16일                                | 매주 화요일 밤 9:00 ~ 9:55      | 매주 화요일 밤 9:00 ~ 9:55      | 통합 편성          |
| 2021년 11월 9일 ~ 2021년 11월 30일                               | 매주 화요일 밤 9:00 ~ 10:20     | 매주 화요일 밤 9:00 ~ 10:20     | 통합 편성          |
| 2022년 7월 12일 ~ 2022년 9월 27일                                | 매주 화요일 밤 9:00 ~ 10:10     | 매주 화요일 밤 9:00 ~ 10:10     | 통합 편성          |
| 2023년 6월 3일 ~ 2024년 5월 25일                                 | 매주 토요일 저녁 6:50 ~ 8:00    | 매주 토요일 저녁 6:50 ~ 8:00    | 통합 편성          |

## 진행자

### 공식 MC
| 남자 진행자 | 여자 진행자 |
| ----------- | ----------- |
| 임성훈      | 박소현      |

### 스페셜 MC
- 한승연 : 2022년 4월 5일

### 패널
| 출연자         | 방송 기간                          |
| -------------- | ---------------------------------- |
| 이상우, 이성미 | 1998년 5월 6일 ~ 1998년 10월 1일   |
| 박광수, 이성미 | 1998년 10월 8일 ~ 2002년 8월 22일  |
| 박광수, 노현희 | 2002년 8월 29일 ~ 2004년 4월 1일   |
| 표진인, 노현희 | 2004년 4월 8일 ~ 2004년 10월 7일   |
| 표진인, 박미선 | 2004년 10월 14일 ~ 2009년 5월 14일 |
| 표진인, 김자옥 | 2009년 5월 21일 ~ 2011년 7월 28일  |
| 표진인         | 2011년 8월 4일 ~ 2011년 8월 25일   |
| 변기수, 한혜린 | 2011년 9월 1일 ~ 2011년 12월 1일   |
| 변기수, 김민지 | 2011년 12월 8일 ~ 2014년 3월 6일   |
| 변기수, 이윤아 | 2014년 3월 13일 ~ 2014년 12월 25일 |
| 이윤아         | 2015년 1월 1일 ~ 2019년 10월 31일  |
| 이윤아         | 2020년 2월 20일 ~ 2020년 9월 15일  |
| 이윤아         | 2020년 11월 17일 ~ 2021년 1월 5일  |
| 이윤아         | 2021년 3월 30일 ~ 2023년 5월 23일  |
| 김선재         | 2019년 11월 14일 ~ 2020년 2월 13일 |
| 유재필, 이윤아 | 2020년 9월 22일 ~ 2020년 11월 10일 |
| 재재, 이윤아   | 2021년 1월 12일 ~ 2021년 3월 23일  |
| 딘딘, 이윤아   | 2023년 6월 3일 ~ 2024년 5월 25일   |

## 내레이션
| 성우      | 방송 기간                         | 비고 |
| --------- | --------------------------------- | ---- |
| 배한성    | 1998년 5월 6일 ~ 2005년 2월 3일   |      |
| 양지운    | 2005년 2월 10일 ~ 2017년 11월 2일 |      |
| 정재헌    | 2002년 8월 8일 ~ 2019년 11월 28일 |      |
| (故) 김일 | 2011년 6월 16일 ~ 2017년 11월 2일 | 사망 |
| 유해무    | 2017년 11월 9일 ~ 2024년 5월 25일 |      |
| 안경진    | 1998년 5월 6일 ~ 2024년 5월 25일  |      |

## 화제

### 섬유종 내 딸
2016년 10월 20일에 방송된 <섬유종 내 딸> 편에 출연했던 여성인 심현희 씨는 태어났을 때부터 신경섬유종증이 자라지기 시작하여 무너져버린 심현희 씨와 가족들의 안타까운 사연이 전해져 시청자들의 충격과 그리고 안타까운 사연을 통해 동시 시청률 11%를 기록하였다. 방송 후 수많은 시청자들은 그녀를 돕겠다고 의견들이 많아지자 SBS 측은 시청자 게시판에서 '여성 후원 관련 내용입니다’라는 제목의 글을 공지했다. 또한 심현희 씨의 수술비 마련을 위해 개설된 SBS ‘나도펀딩’ 계좌에는 21일 오후 4시에 무려 3억 1897만 6482원의 후원금이 모였으며 1만 2714명이 참여해 달성률 1063%를 기록했던 이 후원 프로젝트는 11월 30일까지 진행되었다. 또한 네이버도 참여하여 해피빈에서도 신설되었으며 수많은 참여자들로 인해 사이트가 마비될 정도로 많이 참여해서 총 1억 5천만 원이 모금되었고, 4일 만에 10억을 달성하였다.
이어 “직접 후원을 하고 싶다며 가족들 개인 계좌를 가르쳐 달라는 분들이 많은데, 과거 악용된 사례나 부작용이 많았다”라며 “지속적인 치료를 위해 나도펀딩 홈페이지 혹은 밀알복지재단 계좌를 이용해달라”고 당부했다.
‘SBS 나도펀딩’은 “방송 후 돕고 싶다는 뜻을 전해주신 분들이 너무나 많아 정말 감사하다”며 인사를 전했다.

### 한국 프로그램 최장수 공동 진행자 및 내레이션 기록 인증
진행자인 임성훈, 박소현, 성우 안경진은 1998년 첫방송 때부터 프로그램을 진행 및 내레이션으로 하였으며 이에 대해 한국기록원에서는 두 진행자에게 최장수 공동 진행자 인증서를 수여했다. 이 외에 성우 안경진은 SBS 측에서 공로상을 수여받았다.
공동 진행자 기록 인증에 대해 임성훈은 “개인적으로 1000회까지 올 줄 몰랐다. 시작할 때만 해도 6개월 가면 잘 갈까? 생각했다. 신기한 일들을 프로그램 하다보면 아이템이 한 주에 4개는 필요한데 과연 우리나라에 있을까? 곧 고갈되지 않을까 생각했다. 어언 1000회가 됐다.”며 “제작진의 끊임없는 열정 덕분이다. 500회 때도 잔치를 했는데 또 500회를 더해 1000회가 왔다. 앞으로 1111회까지는 해야겠다. 또 일이 네 개로 ‘한 번 일내자’라는 뜻이다”라며 눈시울을 붉히며 소감을 전했다.
박소현은 “굉장히 기쁘고 울컥하고 꿈인 것 같기도 하다. 1998년도 시작할 때 이런 상황을 상상하지 못했다. 저한테 늘 힘을 주고 힐링이 되는 프로그램이었다. 꽃다운 나이에 시작했지만 저를 철들게 하는 프로그램이다. 이렇게 세월이 지나서 공동 MC로 기록도 만들게 되다보니 녹화 때도 울컥했다. 너무 감사한 점이 많다. 인생에는 상상하지 못한 일들이 펼치지기도 하는구나. 감사드린다”고 소감을 밝혔다.

## 제보자
2020년 개편에 따라 신설된 코너로 재재와 유재필이 함께 세상에 이런일이 아카이브를 다룬다.

## 수상
- 2000년 제27회 한국방송대상 TV연예오락부문 우수작품상
- 2010년 휴스턴 국제 필름 페스티벌 - 실화에 관한 프로그램 부문 은상

## 도서
- 《순간포착 세상에 이런일이 - 신기하고 황당한 일편》
- 《만화 순간포착 세상에 이런 일이 - 파리의 롤러맨 해외편》

## 제보 전화
- 02-2113-3333 (목동 신사옥 이전 후)

## 네트워크 방송사
| 방송 권역        | 방송사                              | 비고                  |
| ---------------- | ----------------------------------- | --------------------- |
| 수도권           | SBS (프로그램 제작국/DMB:TV 수중계) | 동시 네트워크         |
| 부산/경남권      | KNN (DMB:TV 수중계)                 | 동시 네트워크         |
| 울산권           | ubc (DMB:KNN 수중계)                | 동시 네트워크         |
| 대구/경북권      | TBC (DMB:TV 수중계)                 | 동시 네트워크         |
| 대전/세종/충남권 | TJB (DMB:TV 수중계)                 | 동시 네트워크         |
| 광주/전남권      | kbc (DMB:TV 수중계)                 | 동시 네트워크         |
| 충북권           | CJB (DMB:TJB 수중계)                | 동시 네트워크         |
| 전북권           | JTV (DMB:KBC 수중계)                | 동시 네트워크         |
| 강원권           | G1방송 (DMB:TV 수중계)              | 2001년 12월 15일 개국 |
| 제주권           | JIBS (DMB:TV 수중계)                | 2002년 5월 31일 개국  |

## 동일 소재 프로그램
- VJ클럽 (KBS 2TV)
- PD수첩, TV특종 놀라운 세상 (MBC TV)
- 특종세상 (MBN)
- 코리아 헌터, NEW 코리아 헌터, 아시아 헌터 (TV조선)
- 라디오 동의보감, 안녕하세요 이문세입니다 (MBC 표준FM)

## 결방 및 편성 변경 안내
2008년
- 7월 31일 : SBS 스포츠 축구 올림픽 국가대표 최종 평가전 《대한민국 VS 호주》 중계방송으로 인한 결방.
- 8월 7일 : 2008년 베이징 올림픽 빅매치 축구 D조 예선《대한민국 VS 카메룬》 중계방송으로 인한 결방.
- 8월 21일 : 2008년 베이징 올림픽 《여자 태권도 57kg, 남자 태권도 68kg 결승전》 중계방송으로 인한 결방.

2010년
- 2월 25일 : 《밴쿠버 2010 하이라이트 <스피드 스케이팅>》 중계방송으로 인한 결방.
- 12월 30일 : 《2010 SBS 연예대상 1부, 2부》 시상식 편성으로 인한 결방.

2011년
- 12월 1일 : 《세대공감 1억 퀴즈쇼》 파일럿 편성으로 인한 결방.

2014년
- 4월 17일 : 세월호 침몰 사고 여파로 인한 결방.

2015년
- 11월 19일 : 《창사 25주년 특별기획 2015 프리미어 12 4강전 한국 VS 일본》 중계방송으로 인한 결방.
- 11월 26일 : 《2015 제36회 청룡영화상 1부, 2부》 시상식 중계방송으로 인한 결방.
- 12월 31일 : 《2015 SBS 연기대상 1부, 2부》 시상식 편성으로 인한 결방.

2018년
- 2월 8일 ~ 2월 22일 : 《2018년 동계 올림픽》 중계방송으로 인한 결방.
- 4월 5일 : 평양 공연 녹화 편성으로 인한 결방.
- 8월 23일 : 《2018년 아시안 게임》 중계방송으로 인한 결방.
- 8월 30일 : 여름특선영화 편성으로 인한 결방.
- 9월 20일 : 남북 정상회담 편성으로 인한 결방.

2019년
- 10월 10일 : SBS 스포츠 2019년 KBO 리그 준플레이오프 4차전 《키움 히어로즈 VS LG 트윈스》 중계방송으로 인한 결방.
- 10월 17일 : SBS 스포츠 2019년 KBO 리그 플레이오프 3차전 《SK 와이번즈 VS 키움 히어로즈》 중계방송으로 인한 결방.
- 11월 7일 : WBSC 프리미어 12 《대한민국 VS 캐나다》 중계방송으로 인한 결방.
- 11월 21일 : 《2019 청룡영화상》 시상식 중계방송으로 인한 결방.

2020년
- 6월 25일 : 6.25 전쟁 70주년 기념식 편성으로 인한 결방.

2021년
- 2월 9일 : 제41회 《청룡영화상》 시상식 중계방송으로 인한 결방.
- 7월 27일 ~ 8월 3일 : 《2020년 도쿄 올림픽》 중계방송으로 인한 결방.
- 8월 24일 : 《2020년 도쿄 패럴림픽》 중계방송으로 인한 결방.
- 9월 28일 : 더불어민주당 제20대 대통령 선거 후보자 토론회 생방송으로 인한 결방.

2022년
- 2월 8일 ~ 2월 15일 : 《2022년 베이징 동계 올림픽》 중계방송으로 인한 결방.
- 11월 1일 : 이태원 압사 사고 속보로 인해 밤 9시 50분에 지연 방송.
- 11월 22일 : 2022년 FIFA 월드컵 중계방송으로 인한 결방.

2023년
- 1월 24일 : 설날특선영화 《범죄도시 2》 편성으로 인한 결방.
- 5월 23일 ~ 5월 30일 : 방송 시간 변경에 따른 결방.
- 9월 30일 ~ 10월 7일 : 추석 연휴 및 항저우 아시안 게임 중계방송으로 인한 결방.
- 11월 18일 : 《유니버스 티켓》 1회 편성으로 인한 결방.